# 越谷市指定文化財一覧
越谷市指定文化財一覧（こしがやししていぶんかざいいちらん）は、埼玉県越谷市指定の文化財の一覧である。指定日などを掲載する。

## 概要
市指定文化財は64件。国指定、県指定のの建造物の文化財は無い。なお、国指定天然記念物では越ヶ谷のシラコバトが指定されており、県の鳥となっている。国の登録有形文化財は埼玉県の登録有形文化財一覧を参照。

## 有形文化財 建造物
- 大聖寺の山門（昭和42年1月11日指定）
- 旧東方村中村家住宅（昭和50年5月2日指定）

## 有形文化財 絵画
- 斎藤豊作遺作「風景」
- 鳥文斎栄之筆「瓦曽根溜井図」

## 有形文化財 工芸品
- 野島浄山寺の大鰐口
- 懸仏
- 林泉寺の香炉

## 有形文化財 彫刻
- 安国寺の円空仏
- 西福院の円空仏
- 弘福院の円空仏
- 木造阿弥陀如来立像
- 木造阿弥陀如来坐像
- 木造阿弥陀如来坐像
- 木造会田七左衛門夫婦坐像
- 木造地蔵菩薩立像
- 木造釈迦如来涅槃像
- 香取神社の彫刻
- 銅造五智如来立像
- 銅造阿弥陀如来立像

## 有形文化財 書跡・典籍・古文書
- 北条氏繁掟書
- 伊奈備前差添書
- 本陣資料一括（福井家文書）
- 浄山寺の朱印状
- 代々の朱印状
- 寺領寄進朱印状
- 観智国師書状
- 西方村旧記

## 有形文化財 考古資料
- 建長元年板碑
- 文明3年十三仏板碑
- 文和3年六字名号板碑
- 貞治6年七字題目板碑
- 天文22年弥陀三尊図像板碑
- 承応2年庚申塔
- 廿一仏板石塔婆

## 有形文化財 歴史資料
- 徳川家康の夜具
- 清蔵院の山門
- 一乗院の建具
- 会田家歴代の墓所
- 呑龍上人供養墓石
- 平田篤胤奉納大絵馬
- 越谷吾山供養墓石
- 窮民救済の碑
- 越巻中新田の産社祭礼帳
- 越ヶ谷順正会関連資料
- 三ノ宮卯之助銘の力石

## 有形民俗文化財
- 第六天の算額
- 「観音堂の縁日風景」絵馬

## 無形民俗文化財
- 越谷の木遣歌

## 史跡
- 見田方遺跡
- 清浄院開山塚
- 越谷吾山句碑

## 名勝
- 久伊豆神社社叢

## 天然記念物
- 林泉寺駒止のマキ
- ラクウショウ
- 有瀧家のタブノキ
- 大聖寺のタブノキ
- 浅間神社のケヤキ
- 中村家のイチョウ

## 旧跡
- 越ヶ谷御殿跡
- 千徳丸供養塔